# We're Not Gonna Sleep Tonight
We're Not Gona Sleep Tonight е песен на Ема Бънтън от дебютния ѝ албум "A Girl like Me". Песента е написана от Ема Бънтън и Рет Лоренс и е издадена като третия и последен сингъл от албума на 10 декември 2001 г. Класира се на 20-о място в Британската класация за сингли и стана най-неуспешната песен от албума. Музикалния видеоклип към песента е режисиран от Фил Грифин.

## Траклист и формати
CD Формат
1. We're Not Gonna Sleep Tonight (Radio Mix) – 3:10
2. We're Not Gonna Sleep Tonight (3AM Mix) – 6:38
3. Let Your Baby Show You How to Move – 3:07

DVD формат
1. Emma Introduces Her New Video – 0:30
2. We're Not Gonna Sleep Tonight (Radio Mix video) – 3:10
3. Let Your Baby Show You How to Move – 3:07
4. Emma Talks About Making Her Video – 0:30
5. Emma Talks About Making Her Video – 0:30
6. Emma Talks About Making Her Video – 0:30

## Позиции в музикалните класации
| Класация            | Позиция |
| ------------------- | ------- |
| Irish Singles Chart | 62      |
| UK Singles Chart    | 20      |